# غراهام لي (لاعب كرة قدم أمريكية)
غراهام لي (بالإنجليزية: Graham Leigh)‏ هو لاعب كرة قدم أمريكية أمريكي، ولد في 10 مايو 1975.